# Глиняный бог
«Глиняный бог» — научно-фантастическая повесть Анатолия Днепрова, написанная в 1963 году.

## Произведение и оценки
По сюжету повести, французский химик получает предложение поработать в отдаленной местности в Северной Африке, где, как оказалось, бывшими нацистами проводятся антигуманные военные эксперименты с целью создания идеального солдата. С помощью специальных веществ весь углерод в организме человека постепенно заменяется на кремний, что делает его послушным, неуязвимым для пуль и неспособным говорить монстром. Ненадёжные сотрудники лагеря тоже превращаются в подопытных. В итоге, главному герою удаётся пустить в систему, из которой пьют кремнийорганические люди, смертельную для них воду.
Произведения Днепрова, включая «Глиняного бога», находятся на стыке научной фантастики и приключенческой. Основная нравственная проблема — это проблема выбора между враждующими, не знающими примирения силами; персонаж помещается в предельно напряженную ситуацию. В повести «Глиняный бог» поднимается проблема целенаправленного изменения человеческой природы.
По одной из оценок, повесть провоцирует сильную эмоциональную реакцию. Каменные монстры могут вызывать ужас как от мёртвых, а также страх читателя за своё собственное тело. Писатель может даже манипулировать, скрывая чудовищ за якобы научным объяснением и выдавая сверхъестественное за реальность. Стоит отметить, что такие советские произведения не очень страшные, так как ужас для них скорее результат композиции, а не цель. Не удаётся также продемонстрировать в них возможное зло капитализма.

## Первые издания
Повесть впервые была опубликована в 1963 году, параллельно в следующих изданиях:
- альманах «Мир приключений». Книга 9-я. — М.: «Детская литература», 544 с., 115 000 экз.;
- А. Днепров «Формула Бессмертия» (авторский сборник). — М.: «Молодая гвардия», 160 с., 65 000 экз. (серия «Фантастика. Приключения. Путешествия»).